# Sencelles
Sencelles (spanisch Sancellas) ist eine Gemeinde auf der spanischen Baleareninsel Mallorca. Sie liegt im Inselinneren im Landschaftsgebiet des Pla und umfasst insgesamt 52 km². 2024 hatte die Gemeinde 3.900 Einwohner. Im Jahr 2006 betrug der Ausländeranteil 11,6 % (317), der Anteil deutscher Einwohner 4,1 % (113). Die Gemeinde gehört zu den größten des Pla und ist eine der flachsten. Es gibt hier keine Erhebungen über 160 Meter. Durchzogen wird sie durch die Bäche Torrent de Solleric, der durch Biniali verläuft, dort den Namen in Torrent d’Almedra ändert, im Norden bekannter als Torrent s’Ostorell und den Torrent de Pina.

## Geographie

### Orte der Gemeinde
Zur Gemeinde Sencelles gehören folgende Orte:
- Biniali (221 / 221 Einwohner)
- Ca’s Cana (keine Einwohner)
- Jornets (14 / 14 Einwohner)
- Ruberts (15 / 15 Einwohner)
- Sencelles (1290 / 2756 Einwohner)
- Son Arrosa (keine Einwohner)

Die Einwohnerzahlen in Klammern stammen vom 1. Januar 2008. Die erste Zahl gibt dabei die Einwohner der geschlossenen Ortschaften an, die zweite Zahl die Einwohner der Orte einschließlich der hinzu zu rechnenden „verstreut“ lebenden Bevölkerung außerhalb der eigentlichen Siedlungen. (Quelle: INE)

### Ort Sencelles
Sencelles, Verwaltungssitz der Gemeinde, ist der Ort der hundert Namen, die Ortsbezeichnung, die den meisten Anlass zu Spekulationen über ihren Ursprung gegeben hat. So vertreten manche die Ansicht, dass Sencelles cent selles (hundert Krüge) bedeutet, andere meinen, es bedeute cent celles (hundert Parzellen), wiederum andere leiten den Namen von centelles (Funkeln, Glitzern) ab und der Hypothesen gibt es viele mehr, die meisten jedoch basieren auf der Fantasie und dem Eifer, das Mysterium zu enthüllen, das bestimmte Worte in sich bergen.
Bei Sencelles handelt es sich um ein Dorf der Dörfer. Denn zur Gemeinde gehören außer Biniali auch die Örtchen Ruberts, Jornets, Judi, Cascanar und Laia. Diese stellen – obwohl sie winzig und fast unbewohnt sind – eine der Hauptattraktionen von Sencelles dar. Heute sind sie letzte Stätten der ländlichen und traditionellen Architektur Mallorcas. In früheren Zeiten jedoch waren sie wohlhabend, in erster Linie durch den Weinanbau, die landwirtschaftliche Hauptaktivität der Gemeinde und ihrer Umgebung.
Andere Produkte des Trockenfeldanbaus wie Feigen, Mandeln und Getreide waren zusammen mit der Viehzucht, fast bis zum heutigen Tag die Haupterwerbszweige in dieser Region. Die Feigenproduktion ist noch heute von größter Bedeutung.
Die humane und religiöse Facette der Ortschaft wird durch die Figur der Schwester Francinaina Cirer (1781–1855), die im Volksmund als 'di sa Tia Xiroia' bekannten Tochter des Ortes. Sie wurde von Papst Johannes Paul II. am 1. Oktober 1989 seliggesprochen und wird nicht nur in Sencelles, sondern in ganz Mallorca für die zahlreichen ihr zugeschriebenen Heilungen verehrt.
Der Klang der Schalmeien ist in Sencelles besonders festlich und heiter, denn er ruft die Menschen dazu auf, die Feldarbeit liegen zu lassen und sich an den traditionellen Liedern zu erfreuen, die schon ihre Ahnen spielten und hörten, solange die Erinnerung zurückreicht. Die berühmtesten Schalmeien-Spieler und -bauer der Insel kommen von jeher aus Sencelles.
Hier hat man eine große Meisterschaft auf diesem Gebiet erreicht und es scheint als wäre die Zukunft dieser schönen Tradition.

### Klima
In Sencelles werden das ganze Jahr über Niederschläge registriert. Der trockenste Monat ist der Juli mit durchschnittlich 8,8 l/m². Im Oktober verzeichnet man die höchste Niederschlagsmenge mit durchschnittlich 100 l/m².

## Geschichte
Aus vortalaiotischer Zeit stammt die Grabhöhle Cova des Camp des Bisbe am Nordostrand des Ortes. Die talaiotische Epoche hat in Sencelles zahlreiche Spuren hinterlassen, von denen die bedeutendste der Talaiot de Son Fred ist. Zu Zeiten der arabischen Herrschaft gehörte Sencelles neben Binissalem, Alaró, Santa Maria, Santa Eugenia, Costitx und Lloseta zum Distrikt von Canarossa. Mit der Eroberung Mallorcas durch Jaume l. gehen diese weitläufigen Ländereien in den Besitz des Vescomt de Bearn über. Zu dieser Zeit war Costitx die Pfarrgemeinde des Distrikts von Canarossa bis 1238 Sencelles diese Funktion übernahm. Später wird Sencelles im Rahmen der von Jaume II. im Jahre 1309 beendeten Reorganisation der Ortschaften unter anderem um die Bauernhöfe von Biniali, Costitx und Cascanar erweitert.
Zum Ende des 16. Jahrhunderts hatte sich der Hof von Biniali bereits in eine kleine Siedlung verwandelt. Zum Ende des 19. Jahrhunderts wurde der gesamte Weinanbau um Sencelles von einer Reblausepidemie zerstört und die kleinen Dörfer, die mit dem Aufschwung entstanden waren, entvölkerten sich langsam und verloren ihre Bedeutung.
Die humane und religiöse Facette der Ortschaft wird durch die Figur der Schwester Francinaina Cirer (1781–1855), der im Volksmund als di sa Tia Xiroia bekannten Tochter des Ortes. Sie wurde von Papst Johannes Paul II. am 1. Oktober 1989 seliggesprochen und wird nicht nur in Sencelles, sondern in ganz Mallorca für die zahlreichen ihr zugeschriebenen Heilungen verehrt.
Costitx löste sich 1855 von Sencelles, nach langen Jahren der Rivalität und Konfrontation zwischen den beiden Ortschaften.
Die zu Sencelles zählenden Ortschaften gewinnen gegenwärtig dadurch an Leben, dass hier zahlreiche Zweitwohnsitze eingerichtet wurden.
| Jahr      | 1842  | 1877  | 1887  | 1900  | 1910  | 1920  | 1930  | 1940  | 1950  | 1960  | 1970  | 1981  | 1991  | 2001  | 2011  |
| --------- | ----- | ----- | ----- | ----- | ----- | ----- | ----- | ----- | ----- | ----- | ----- | ----- | ----- | ----- | ----- |
| Einwohner | 4.033 | 3.162 | 3.379 | 3.346 | 3.423 | 3.273 | 2.953 | 2.882 | 2.450 | 2.120 | 2.012 | 1.630 | 1.671 | 2.146 | 3.128 |

## Kultur und Sehenswürdigkeiten
- Wegkreuze: Creu de Can Maví, Creu de Sa Cometa, Creu de s’Era d’en Pelat, Creu des Rafal.
- Wind-Mühlen: Can Picapebre, Can Cinto, d’en Ferreró, Son Pelea
- Talayotkultur-Fundstellen: Son Fred, Binifat, Can Xim (Cas Canar)
- Kirchen: Església Parroquial de Sant Cristòfol a Biniali, Església de la Mare de Déu del Carme a Ruberts und Església parroquial de Sant Pere de Sencelles erbaut im Jahre 1705.

### Feste
- 5. Februar: Santa Agueda. In der Vornacht Freudenfeuer mit Würstchengrillen in den Gassen, folklorische Darbietungen, Wettbewerb der prachtvollsten Kutschen.
- 27. Februar: Beata Sor Francinaina. Die in Volkstracht gekleideten Kinder des Dorfes bringen der Frommen eine Blumengabe dar.
- 2. Sonntag im Mai: Romería de Sa Casa Blanca. Die Wallfahrt findet zu Fuß, zu Pferde, in der Kutsche und mit dem Traktor statt.
- 3. Sonntag im Mai: Sencelles feiert seinen großen Jahrmarkt mit Landwirtschafts- u. Automobilmesse, einer Schau von Exemplaren der Schafs- u. Ziegenzucht sowie Handwerker-Markt. Am darauffolgenden Montag wird, in einem kleineren Rahmen, die lokale Messe Es Firó veranstaltet.
- 15. August: Mare de Déu de agosto. Sportliche und musikalische Veranstaltungen, Theater, Feuerwerk ...

### Märkte
Wochenmarkt jeden Mittwoch auf der Plaça Nova.
Der 2007 gegründete Esoterikverlag Phänomen-Verlag hat seinen Sitz in Sencelles.